# Giorgio Zattoni
Giorgio Zattoni (Ravenna, 20 marzo 1976) è uno skater italiano.

## Biografia
Nel 1996, trasferitosi negli Stati Uniti, partecipa alle gare Hard Rock Cafè e X-games.
Cresciuto a Savarna, una frazione di Ravenna, inizia ad andare in skateboard all'età di dodici anni. Inizia a skateare per Powell Peralta nel 1990 partecipando al tour Powell italiano con Nicky Guerrero, Tony Hawk, Toiminen e Bucy Lasek. Nel corso dell'anno partecipa anche ad un paio di raduni EuroBones Brigade alla sede europea di Amsterdam della Powell-Peralta. Nel 1991 spende un paio di mesi in California a Santa Barbara skateando all'interno della Powell Warehouse con altri Powell skater come Frankie Hill, Wade Speyer, Bucky Lasek... e dove arriva secondo in un contest Amateur Factory sponsor. Nel 1992 torna a Santa Barbara aiutato dall'amico e personaggio storico dello skateboard Bill Dorr, esce Powell Chaos video con la sua video part e pochi mesi dopo esce il primo promodel Powell. Dal 1996 al 1999 vive la maggior parte del tempo in California ad Encinitas (San Diego) e skatea nella Bones Brigade voluto da Mike Vallely e aiutato nell'avventura dallo storico skater di Powell Peralta Chris Borst dall'amico Mathias Ringstrom e da Steve Van Doren. Nel 1997 esce un'altra serie di promodel marchiati Powell. Nel 1998 arriva secondo agli X-Games Vert dove vince Andy MacDonald e al terzo posto Tony Hawk. Sempre nel 1998 skatea al contest invitational più memorabile dell'anno di Dany Way the Amageddon contest alla DC ramp. Il 27 aprile 2004 al Marianna Hard Core di Mezzano riesce a chiudere il famoso 900°, diventando la seconda persona al mondo (dopo il leggendario Tony Hawk) e la prima ad averlo chiuso non durante una competizione.